# Richard d'Andria
Pour les articles homonymes, voir Andria (homonymie).
Richard d'Andria (né en Angleterre, mort à Andria en Italie vers 1200) est un évêque d'origine anglaise, élu au service de l'Église d'Andria en Apulie, vénéré comme saint par l'Église catholique, fêté le 9 juin.

## Biographie
Richard est l'évêque d'Andria, d'origine anglaise. Il intervient en 1179 au concile de Latran III, présidé par le pape Alexandre III. Il est encore en vie en 1196, quand il fait transférer les reliques des saints Érasme et Ponziano à l'église San-Bartolomeo (selon le témoignage d'Ughelli, qui a transcrit un document, depuis perdu, qui se trouvait dans les archives d'Andria). 
Les quelques sources historiques sur l'épiscopat de Richard proviennent d'une épître d'Alexandre III. C'est une série de cas de justice administrative ou pénale ou fiscale que l'évêque considérait comme son devoir de soumettre à l'avis ou à la sanction de la Curie romaine . 
Il dirige le diocèse d'Andria pendant au moins quarante ans et, pendant son long séjour sur le siège épiscopal, il travaille à "rétablir les coutumes" de cette partie du clergé accusée d'avoir été "corrompue" par la pratique de la simonie et du nicolaïsme, à plusieurs reprises et sévèrement condamnée par les conciles de Latran de 1139 et 1179. Mais son activité apostolique est particulièrement concentrée sur la « re-christianisation » de la population. 

## Culte
Après sa mort, le clergé et les fidèles commencent immédiatement à le vénérer comme un saint. 
Après plus de deux siècles, sa réputation de saint et le culte de ses reliques sont toujours en vie : Francesco II del Balzo fait exhumer le corps de Richard d'Andria le 23 avril 1438 et (avec l'évêque Dondei) réussit à obtenir que le pape Eugène IV accepte son culte et le reconnaisse officiellement comme le saint patron de la ville. Francesco Del Balzo a lui-même écrit en 1451 l'Historia inventionis et translationis gloriosi corporis s. Richardi Anglici confessoris et episcopi Andriensis racontant ces événements. 